# Per Hallström

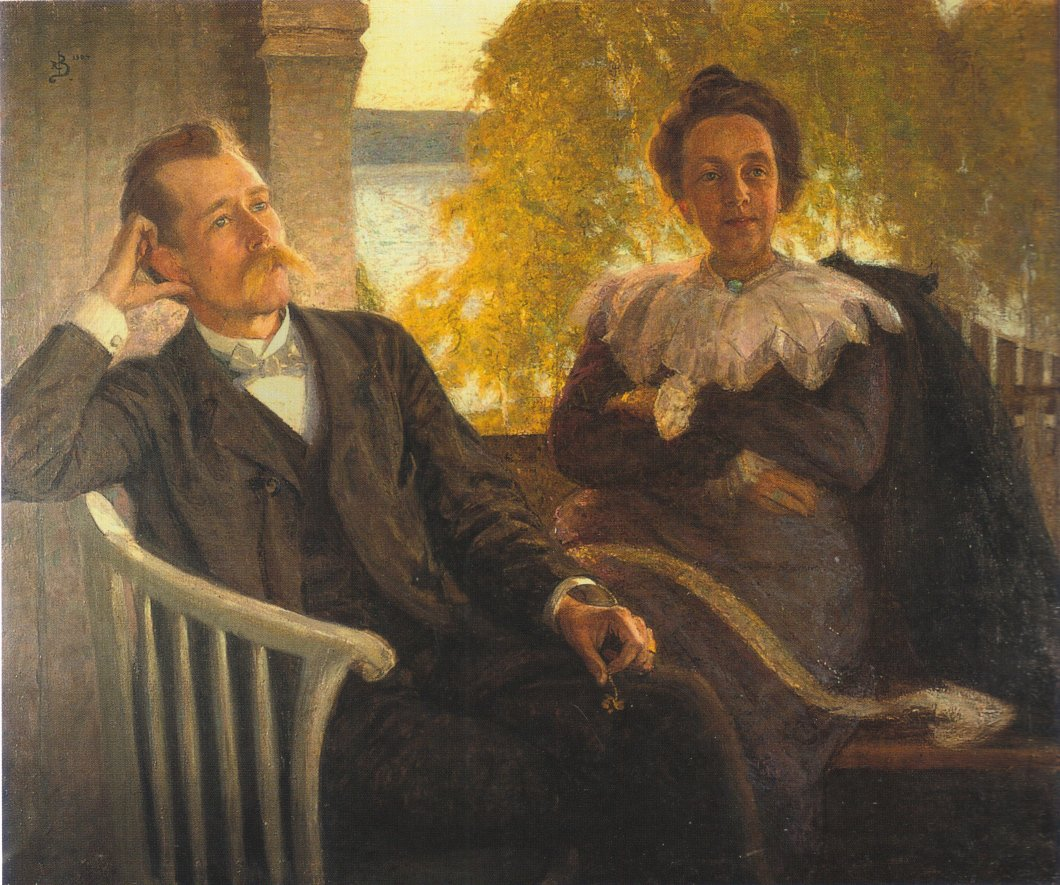
Per Hallström şi soţia sa

Per August Leonard Hallström (n. 29 septembrie 1866 - d. 18 februarie 1960) a fost un scriitor suedez.
În 1908 devine membru al Academiei Suedeze.
Lirica sa este pesimistă și protestatară.
Romanele sale evocă eroi care luptă pentru existență.
A tradus integral în suedeză operele lui Shakespeare.

## Scrieri
- 1891: Lirică și fantezii ("Lyrik och fantasier")
- 1894: Păsări rătăcite ("Vilsna fåglar")
- 1895: Purpură ("Purpur")
- 1895: O istorie veche ("En gammal historia")
- 1896: Bijuterii cu briliante ("Briljantsmycket")
- 1903: Romanul lui Gustaf Sparvert ("Gustaf Sparfverts roman")
- 1906: Cele patru elemente ("De fyra elementerna").